# Сън Рекърдс
Сън Рекърдс е американска независима компания за продуциране на музика, която започва бизнеса си в Мемфис, Тенеси, на 27 март 1952 г.
Основана е от Сам Филипс, и носи със себе си слава на откривател и първи работодател на музиканти като Елвис Пресли, Карл Пъркинс, Рой Орбисън, Джери Лий Люис и Джони Кеш. Договорът за звукозапис с Пресли е продаден на Ар-Си-Ей Виктор Рекърдс за 35 000 долара през 1955 г. с цел облекчение на финансовите трудности пред Сън. Преди тези записи, Сън Рекърдс имат интерес главно към афроамериканска музика, тъй като Филипс обожава ритъм енд блуса и иска да запознае и белите слушатели с този стил. Музикалният продуцент и звукоинженер Джак Клемънт открива и подписва с Джери Луи Люис, докато собственикът Филипс е на посещение във Флорида. Оригиналното лого на Сън Рекърдс е изработено от Джон Гейл Паркър – младши, който е жител на Мемфис и е съвипускник на Филипс.